# Top of the World
Top of the World Trade Center Observatories var en populær turistattraktion på 107. etage i World Trade Center's sydlige tårn i Lower Manhattan, New York. De besøgende var forpligtet til at købe billetter til at få adgang.
Det blev ødelagt sammen med resten af World Trade Center, under angrebene den 11. september 2001.